# كارفرز (نيفادا)
كارفرز (المعروفة أيضًا باسم محطة كارفرز) هي مجتمع غير مدمج في مقاطعة ناي، نيفادا، الولايات المتحدة.
يبلغ ارتفاع المنطقة 5643 قدمًا (1720 مترًا) عن سطح البحر. رمزها البريدي هو 89045.